# Entomobrya bicolor
Entomobrya bicolor är en urinsektsart som beskrevs av Louise Guthrie 1903. Entomobrya bicolor ingår i släktet Entomobrya och familjen brokhoppstjärtar. Inga underarter finns listade i Catalogue of Life.